# Bisdom Mayagüez
Het bisdom Mayagüez (Latijn: Dioecesis Maiaguezensis) is een rooms-katholiek bisdom met als zetel Mayagüez, in Puerto Rico. Het bisdom is suffragaan aan het aartsbisdom San Juan de Puerto Rico. 

## Geschiedenis
Het bisdom werd opgericht op 1 maart 1976, uit delen van het bisdom Ponce en het bisdom Arecibo. 
In 2018 werd het bisdom, samen met alle Katholieke bisdommen in Puerto Rico, failliet verklaard. Het aartsbisdom San Juan de Puerto Rico had het failliet aangevraagd omdat het de pensioenen van leraren niet meer kon uitkeren. Een rechter had eerder reeds besloten dat alle bisdommen samen een enkele entiteit vormden. Door failliet aan te vragen werden de bezittingen van de kerk beschermd voor een reorganisatie.

## Parochies
Het bisdom had in 2021 een oppervlakte van 1.617 km2 en telde 484.660 inwoners waarvan 80,0% rooms-katholiek was.

## Bisschoppen
- Ulises Aurelio Casiano Vargas (4 maart 1976 - 6 juli 2011)
- Álvaro Corrada del Río (6 juli 2011 - 9 mei 2020)
- Ángel Luis Ríos Matos (9 mei 2020 - heden)

## Galerij van afbeeldingen

Wapen van het bisdom
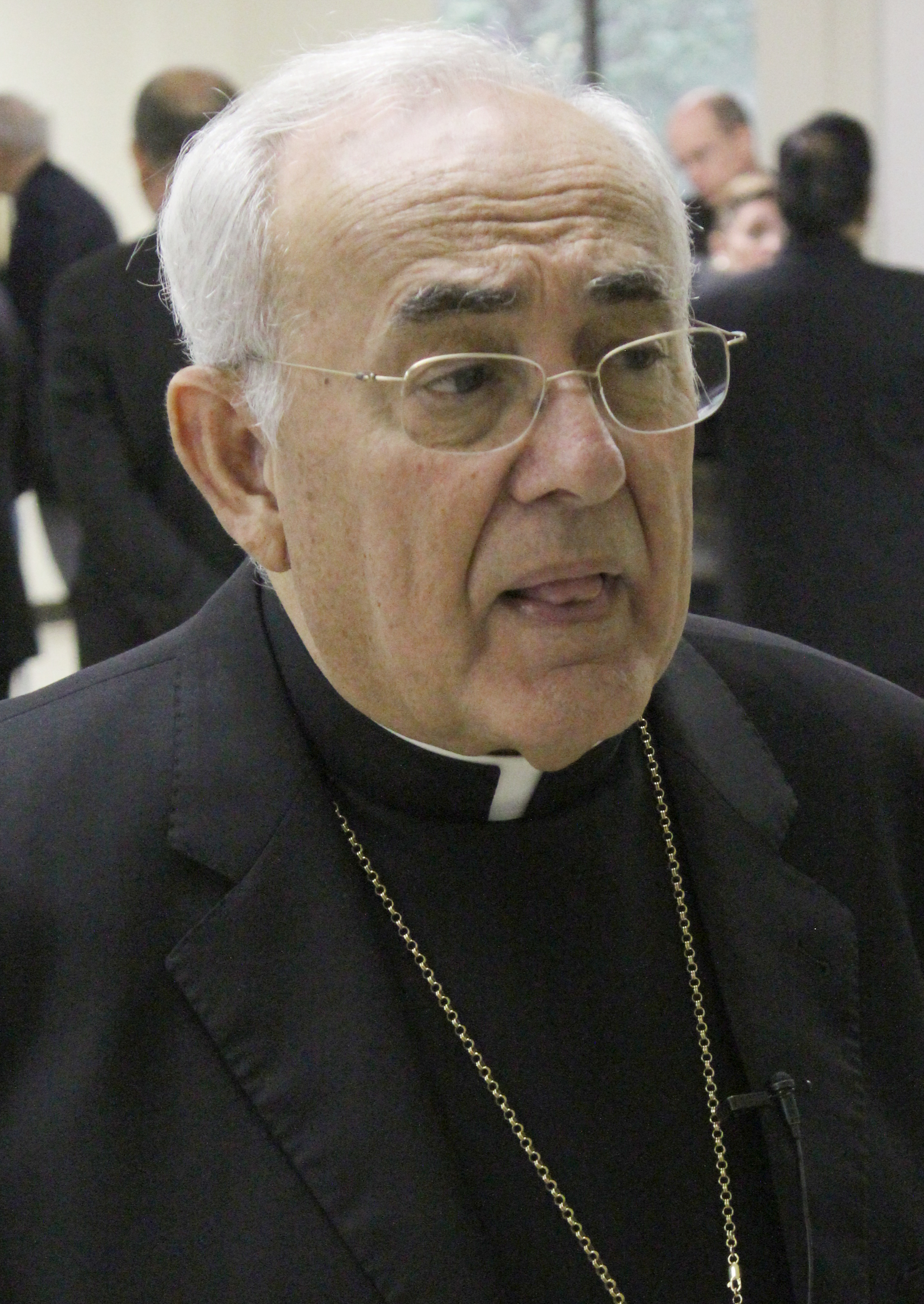
Bisschop Álvaro Corrada del Río (2011-2020)